# 2004年夏季残疾人奥林匹克运动会爱尔兰代表团
2004年夏季残疾人奥林匹克运动会爱尔兰代表团是爱尔兰派出的2004年夏季残疾人奥林匹克运动会代表团。获得3枚银牌和1枚铜牌。